# Färjestadens GoIF
Färjestadens GoIF, Färjestadens Gymnastik och Idrottsförening, är en fotbollsklubb från Färjestaden på Öland i Kalmar län grundad 1926. Föreningen hette från början Färjestadens BK men namnändrades 1933 till nuvarande namn. Herrlaget har mestadels spelat i lägre divisioner men har spelat två säsonger - 1989 och 1996 - på tredje högsta nivå. Vid båda tillfällena har dock Färjestaden slutat på sista plats.
Föreningens herrlag spelar säsongen 2023 i division 3 sydöstra Götaland. Damlaget spelar säsongen 2023 i division 2 södra Götaland.

## Kända spelare
Några noterbara spelare som genom åren har spelat i Färjestadens GoIF är Gustav Engvall, Rasmus Sjöstedt, Tobias Carlsson, Krister Andersson och Kurt Gustavsson.

### Fotnoter
1. ↑  ”Arkiverade kopian”. Arkiverad från originalet den 2 mars 2021. https://web.archive.org/web/20210302223856/https://farjestadensgoif.myclub.se/menu/pages/18701. Läst 1 januari 2021.
2. ↑  http://www.svenskafotbollsklubbar.se/showclub.php?clubid=4740
3. ↑  http://www.svenskafotbollsklubbar.se/showclub.php?clubid=4705
4. ↑  ”Division 3 sydöstra Götaland 2023”. Arkiverad från originalet den 1 mars 2023. https://web.archive.org/web/20230301104522/https://www.svenskfotboll.se/serier-cuper/tabell-och-resultat/div-3-sydostra-gotaland-herr-2023/101435/. Läst 1 mars 2023.
5. ↑  ”Division 2 södra Götaland”. https://www.svenskfotboll.se/serier-cuper/tabell-och-resultat/division-2-dam-sodra-gotaland/104383/. Läst 1 mars 2023.[död länk]